# Dichotóm reláció
A dichotóm reláció olyan matematikai reláció, amelyre teljesül, hogy bármely {\displaystyle a} és {\displaystyle b} elemekre {\displaystyle a} relációban áll {\displaystyle b}-vel, vagy {\displaystyle b} relációban áll {\displaystyle a}-val (vagyis valamilyen irányban biztosan fennáll a reláció, akár mindkét irányban is). Vagyis ha a relációnk {\displaystyle \rho }, akkor {\displaystyle \forall a,b:[(a;b)\in \rho \vee (b;a)\in \rho ].}

## Használata
Egy reláció akkor és csak akkor rendezési reláció, ha részbenrendezési reláció és dichotóm.